# Nightwish: European Passion Play 2008
Nightwish: European Passion Play 2008 é um livro fotográfico lançado em 2008 na Finlândia.
O livro traz imagens e informações de uma turnê da banda Nightwish pela Europa em 2008, enquanto promoviam seu sexto álbum, Dark Passion Play, lançado no ano anterior.